# Tinea eriochrysa
Tinea eriochrysa är en fjärilsart som beskrevs av Edward Meyrick 1932. Tinea eriochrysa ingår i släktet Tinea och familjen äkta malar. Inga underarter finns listade i Catalogue of Life.